# Cladodromia semilugens
Cladodromia semilugens är en tvåvingeart som beskrevs av Philippi 1865. Cladodromia semilugens ingår i släktet Cladodromia och familjen dansflugor. Inga underarter finns listade i Catalogue of Life.